# 加藤朗 (情報工学者)
加藤 朗（かとう あきら、1961年 - ） は、日本の情報工学者。慶應義塾大学大学院メディアデザイン研究科教授、東京大学情報基盤センター特任教授。文部科学大臣表彰科学技術賞受賞。

## 人物・経歴
1982年東京工業高等専門学校電子工学科卒業、東京工業大学工学部電気電子工学科編入。1984年東京工業大学工学部電気電子工学科卒業。1986年東京工業大学工学修士。在学中からJUNETに携わり、1987年からWIDEプロジェクトに参画。1990年東京工業大学大学院理工学研究科情報工学専攻後期博士課程満期退学、慶應義塾大学環境情報学部助手。1993年東京大学大型計算機センター助手。1999年東京大学情報基盤センター助手。2001年南カリフォルニア大学情報科学研究所訪問研究員。2002年東京大学情報基盤センター助教授。2004年慶應義塾大学博士（政策・メディア） 。2007年東京大学情報基盤センター准教授。2008年慶應義塾大学大学院メディアデザイン研究科教授、東京大学情報基盤センター特任教授。同年文部科学大臣表彰科学技術賞（研究部門）受賞。

## 監訳書
- ラディア・パールマン著『インターコネクションズ―ブリッジ、ルータ、スイッチとさまざまなプロトコル』翔泳社 2001年